# (2303) Retsina
(2303) Retsina – planetoida z pasa głównego asteroid okrążająca Słońce w ciągu 5 lat i 66 dni w średniej odległości 2,99 au. Została odkryta 24 marca 1979 roku przez Paula Wilda. Przed nadaniem nazwy planetoida nosiła oznaczenie tymczasowe (2303) 1979 FK.